# Lista dos melhores filmes estadunidenses segundo o American Film Institute
Parte integrante da série de listas lançadas pelo Instituto Americano de Cinema para comemorar os 100 anos do cinema, a lista AFI's 100 Years... 100 Movies – 100 Anos... 100 Filmes. A lista reúne os 100 maiores filmes do cinema estadunidense, de uma pesquisa com mais de 1.500 artistas e líderes da indústria cinematográfica que escolheram entre uma lista de 400 filmes indicados. Foi revelada em 1998. O Instituto lançou uma lista atualizada em 2007. 
O documentário apresentando a lista foi lançado em duas versões: uma de 145 minutos, exibida na emissora CBS; e outra, com cerca de 460 minutos, lançada somente em vídeo. 

## A lista
| Nº  | Título original                    | Título em português                                                               | Ano  | Diretor/realizador |
| --- | ---------------------------------- | --------------------------------------------------------------------------------- | ---- | --- |
| 01  | Citizen Kane                       | Cidadão Kane (BR)O Mundo a Seus Pés (PT)                                          | 1941 | Orson Welles |
| 02  | The Godfather                      | O Poderoso Chefão (BR)O Padrinho (PT)                                             | 1972 | Francis Ford Coppola |
| 03  | Casablanca                         | Casablanca (BR/PT)                                                                | 1942 | Michael Curtiz |
| 04  | Gone with the Wind                 | ...E o Vento Levou (BR)E Tudo o Vento Levou (PT)                                  | 1939 | Victor Fleming |
| 05  | Lawrence of Arabia                 | Lawrence da Arábia (BR/PT)                                                        | 1962 | David Lean |
| 06  | The Wizard of Oz                   | O Mágico de Oz (BR)O Feiticeiro de Oz (PT)                                        | 1939 | Victor Fleming |
| 07  | The Graduate                       | A Primeira Noite de Um Homem (BR)A Primeira Noite (PT)                            | 1967 | Mike Nichols |
| 08  | On the Waterfront                  | Sindicato dos Ladrões (BR)Há Lodo no Cais (PT)                                    | 1954 | Elia Kazan |
| 09  | Schindler's List                   | A Lista de Schindler (BR/PT)                                                      | 1993 | Steven Spielberg |
| 10  | Singin' in the Rain                | Cantando na Chuva (BR)Serenata à Chuva (PT)                                       | 1952 | Stanley Donen |
| 11  | It's a Wonderful Life              | A Felicidade Não Se Compra (BR)Do Céu Caiu Uma Estrela (PT)                       | 1946 | Frank Capra |
| 12  | Sunset Boulevard                   | Crepúsculo dos Deuses (BR/PT)                                                     | 1950 | Billy Wilder |
| 13  | The Bridge on the River Kwai       | A Ponte do Rio Kwai (BR/PT)                                                       | 1957 | David Lean |
| 14  | Some Like It Hot                   | Quanto Mais Quente Melhor (BR/PT)                                                 | 1959 | Billy Wilder |
| 15  | Star Wars: A New Hope              | Star Wars: Uma Nova Esperança (BR/PT)                                             | 1977 | George Lucas |
| 16  | All About Eve                      | A Malvada (BR)Eva (PT)                                                            | 1950 | Joseph L. Mankiewicz |
| 17  | The African Queen                  | Uma Aventura na África (BR)A Rainha Africana (PT)                                 | 1951 | John Huston |
| 18  | Psycho                             | Psicose (BR)Psico (PT)                                                            | 1960 | Alfred Hitchcock |
| 19  | Chinatown                          | Chinatown (BR/PT)                                                                 | 1974 | Roman Polanski |
| 20  | One Flew Over the Cuckoo's Nest    | Um Estranho no Ninho (BR)Voando Sobre um Ninho de Cucos (PT)                      | 1975 | Miloš Forman |
| 21  | The Grapes of Wrath                | As Vinhas da Ira (BR/PT)                                                          | 1940 | John Ford |
| 22  | 2001: A Space Odyssey              | 2001: Uma Odisseia no Espaço (BR)2001: Odisseia no Espaço (PT)                    | 1968 | Stanley Kubrick |
| 23  | The Maltese Falcon                 | Relíquia Macabra (BR/PT)                                                          | 1941 | John Huston |
| 24  | Raging Bull                        | Touro Indomável (BR)Touro Enraivecido (PT)                                        | 1980 | Martin Scorsese |
| 25  | E.T. the Extra-Terrestrial         | E.T. O Extraterrestre (BR/PT)                                                     | 1982 | Steven Spielberg |
| 26  | Dr. Strangelove                    | Dr. Fantástico (BR)Dr. Estranhoamor (PT)                                          | 1964 | Stanley Kubrick |
| 27  | Bonnie and Clyde                   | Bonnie e Clyde – Uma Rajada de Bala (BR)Bonnie e Clyde (PT)                       | 1967 | Arthur Penn |
| 28  | Apocalypse Now                     | Apocalypse Now (BR/PT)                                                            | 1979 | Francis Ford Coppola |
| 29  | Mr. Smith Goes to Washington       | A Mulher Faz o Homem (BR)Peço a Palavra (PT)                                      | 1939 | Frank Capra |
| 30  | The Treasure of the Sierra Madre   | O Tesouro de Sierra Madre (BR/PT)                                                 | 1948 | John Huston |
| 31  | Annie Hall                         | Noivo Neurótico, Noiva Nervosa (BR)Annie Hall (PT)                                | 1977 | Woody Allen |
| 32  | The Godfather Part II              | O Poderoso Chefão 2 (BR)O Padrinho – Parte II (PT)                                | 1974 | Francis Ford Coppola |
| 33  | High Noon                          | Matar ou Morrer (BR)O Comboio Apitou Três Vezes (PT)                              | 1952 | Fred Zinnemann |
| 34  | To Kill a Mockingbird              | O Sol é Para Todos (BR)Na Sombra e no Silêncio (PT)                               | 1962 | Robert Mulligan |
| 35  | It Happened One Night              | Aconteceu Naquela Noite (BR)Uma Noite Aconteceu (PT)                              | 1934 | Frank Capra |
| 36  | Midnight Cowboy                    | Perdidos na Noite (BR)O Cowboy da Meia-Noite (PT)                                 | 1969 | John Schlesinger |
| 37  | The Best Years of Our Lives        | Os Melhores Anos de Nossas Vidas (BR)Os Melhores Anos das Nossas Vidas (PT)       | 1946 | William Wyler |
| 38  | Double Indemnity                   | Pacto de Sangue (BR)Pagos a Dobrar (PT)                                           | 1944 | Billy Wilder |
| 39  | Doctor Zhivago                     | Doutor Jivago (BR/PT)                                                             | 1965 | David Lean |
| 40  | North by Northwest                 | Intriga Internacional (BR/PT)                                                     | 1959 | Alfred Hitchcock |
| 41  | West Side Story                    | Amor, Sublime Amor (BR)Amor Sem Barreiras (PT)                                    | 1961 | Robert WiseJerome Robbins |
| 42  | Rear Window                        | Janela Indiscreta (BR/PT)                                                         | 1954 | Alfred Hitchcock |
| 43  | King Kong                          | King Kong (BR/PT)                                                                 | 1933 | Merian C. Cooper |
| 44  | The Birth of a Nation              | O Nascimento de uma Nação (BR/PT)                                                 | 1915 | D. W. Griffith |
| 45  | A Streetcar Named Desire           | Uma Rua Chamada Pecado (BR)Um Eléctrico Chamado Desejo (PT)                       | 1951 | Elia Kazan |
| 46  | A Clockwork Orange                 | Laranja Mecânica (BR/PT)                                                          | 1971 | Stanley Kubrick |
| 47  | Taxi Driver                        | Taxi Driver – Motorista de Táxi (BR)Taxi Driver (PT)                              | 1976 | Martin Scorsese |
| 48  | Jaws                               | Tubarão (BR/PT)                                                                   | 1975 | Steven Spielberg |
| 49  | Snow White and the Seven Dwarfs    | Branca de Neve e os Sete Anões (BR/PT)                                            | 1937 | David Hand |
| 50  | Butch Cassidy and the Sundance Kid | Butch Cassidy (BR)Dois Homens e Um Destino (PT)                                   | 1969 | George Roy Hill |
| 51  | The Philadelphia Story             | Núpcias de escândalo (BR)Casamento Escandaloso (PT)                               | 1940 | George Cukor |
| 52  | From Here to Eternity              | A Um Passo da Eternidade (BR)Até à Eternidade (PT)                                | 1953 | Fred Zinnemann |
| 53  | Amadeus                            | Amadeus (BR/PT)                                                                   | 1984 | Miloš Forman |
| 54  | All Quiet on the Western Front     | Sem Novidade no Front (BR)A Oeste Nada de Novo (PT)                               | 1930 | Lewis Milestone |
| 55  | The Sound of Music                 | A Noviça Rebelde (BR)Música no Coração (PT)                                       | 1965 | Robert Wise |
| 56  | M*A*S*H                            | M.A.S.H. (BR/PT)                                                                  | 1970 | Robert Altman |
| 57  | The Third Man                      | O Terceiro Homem (BR/PT)                                                          | 1949 | Carol Reed |
| 58  | Fantasia                           | Fantasia (BR/PT)                                                                  | 1940 | Samuel Armstrong James Algar Bill Roberts Paul Satterfield Hamilton Luske Jim Handley Ford Beebe Thornton Hee Norm Ferguson Wilfred Jackson |
| 59  | Rebel Without a Cause              | Juventude Transviada (BR)Fúria de Viver (PT)                                      | 1955 | Nicholas Ray |
| 60  | Raiders of the Lost Ark            | Os Caçadores da Arca Perdida (BR)Os Salteadores da Arca Perdida (PT)              | 1981 | Steven Spielberg |
| 61  | Vertigo                            | Um Corpo que Cai (BR)A Mulher que Viveu Duas Vezes (PT)                           | 1958 | Alfred Hitchcock |
| 62  | Tootsie                            | Tootsie (BR)Quando Ele Era Ela (PT)                                               | 1982 | Sydney Pollack |
| 63  | Stagecoach                         | No Tempo das Diligências (BR)A Cavalgada Heróica (PT)                             | 1939 | John Ford |
| 64  | Close Encounters of the Third Kind | Contatos Imediatos do Terceiro Grau (BR)Encontros Imediatos do Terceiro Grau (PT) | 1977 | Steven Spielberg |
| 65  | The Silence of the Lambs           | O Silêncio dos Inocentes (BR/PT)                                                  | 1991 | Jonathan Demme |
| 66  | Network                            | Rede de Intrigas (BR)Escândalo na Televisão (PT)                                  | 1976 | Sidney Lumet |
| 67  | The Manchurian Candidate           | Sob o Domínio do Mal (BR)O Candidato da Manchúria (PT)                            | 1962 | John Frankenheimer |
| 68  | An American in Paris               | Sinfonia de Paris (BR)Um Americano em Paris (PT)                                  | 1951 | Vincente Minnelli |
| 69  | Shane                              | Os Brutos Também Amam (BR)Shane (PT)                                              | 1953 | George Stevens |
| 70  | The French Connection              | Operação França (BR)Os Incorruptíveis Contra a Droga (PT)                         | 1971 | William Friedkin |
| 71  | Forrest Gump                       | Forrest Gump – O Contador de Histórias (BR)Forrest Gump (PT)                      | 1994 | Robert Zemeckis |
| 72  | Ben-Hur                            | Ben-Hur (BR/PT)                                                                   | 1959 | William Wyler |
| 73  | Wuthering Heights                  | O Morro dos Ventos Uivantes (BR)O Monte dos Vendavais (PT)                        | 1939 | William Wyler |
| 74  | The Gold Rush                      | Em Busca do Ouro (BR)A Quimera do Ouro (PT)                                       | 1925 | Charlie Chaplin |
| 75  | Dances with Wolves                 | Dança com Lobos (BR)Danças com Lobos (PT)                                         | 1990 | Kevin Costner |
| 76  | City Lights                        | Luzes da Cidade (BR/PT)                                                           | 1931 | Charlie Chaplin |
| 77  | American Graffiti                  | Loucuras de Verão (BR)American Graffiti – Nova Geração (PT)                       | 1973 | George Lucas |
| 78  | Rocky                              | Rocky – Um Lutador (BR)Rocky (PT)                                                 | 1976 | John G. Avildsen |
| 79  | The Deer Hunter                    | O Franco Atirador (BR)O Caçador (PT)                                              | 1978 | Michael Cimino |
| 80  | The Wild Bunch                     | Meu Ódio Será Sua Herança (BR)A Quadrilha Selvagem (PT)                           | 1969 | Sam Peckinpah |
| 81  | Modern Times                       | Tempos Modernos (BR/PT)                                                           | 1936 | Charlie Chaplin |
| 82  | Giant                              | Assim Caminha a Humanidade (BR)O Gigante (PT)                                     | 1956 | George Stevens |
| 83  | Platoon                            | Platoon (BR)Platoon - Os Bravos do Pelotão (PT)                                   | 1986 | Oliver Stone |
| 84  | Fargo                              | Fargo - Uma Comédia de Erros (BR)Fargo (PT)                                       | 1996 | Joel Coen |
| 85  | Duck Soup                          | O Diabo a Quatro (BR)Os Grandes Aldrabões (PT)                                    | 1933 | Leo McCarey |
| 86  | Mutiny on the Bounty               | O Grande Motim (BR)A Revolta na Bounty (PT)                                       | 1935 | Frank Lloyd |
| 87  | Frankenstein                       | Frankenstein (BR/PT)                                                              | 1931 | James Whale |
| 88  | Easy Rider                         | Sem Destino (BR)Easy Rider (PT)                                                   | 1969 | Dennis Hopper |
| 89  | The Jazz Singer                    | O Cantor de Jazz (BR)                                                             | 1927 | Alan Crosland |
| 90  | Patton                             | Patton – Rebelde ou Herói? (BR)Patton (PT)                                        | 1970 | Franklin J. Schaffner |
| 91  | My Fair Lady                       | Minha Bela Dama (BR)A Minha Linda Lady (PT)                                       | 1964 | George Cukor |
| 92  | A Place in the Sun                 | Um Lugar ao Sol (BR/PT)                                                           | 1951 | George Stevens |
| 93  | The Apartment                      | Se Meu Apartamento Falasse (BR)O Apartamento (PT)                                 | 1960 | Billy Wilder |
| 94  | Goodfellas                         | Os Bons Companheiros (BR)Tudo Bons Rapazes (PT)                                   | 1990 | Martin Scorsese |
| 95  | Pulp Fiction                       | Pulp Fiction – Tempo de Violência (BR)Pulp Fiction (PT)                           | 1994 | Quentin Tarantino |
| 96  | The Searchers                      | Rastros de Ódio (BR)A Desaparecida (PT)                                           | 1956 | John Ford |
| 97  | Bringing Up Baby                   | Levada da Breca (BR)As Duas Feras (PT)                                            | 1938 | Howard Hawks |
| 98  | Unforgiven                         | Os Imperdoáveis (BR)Imperdoável (PT)                                              | 1992 | Clint Eastwood |
| 99  | Guess Who's Coming to Dinner       | Adivinhe Quem Vem Para Jantar (BR)Adivinha Quem Vem Jantar (PT)                   | 1967 | Stanley Kramer |
| 100 | Yankee Doodle Dandy                | A Canção da Vitória (BR)Canção Triunfal (PT)                                      | 1942 | Michael Curtiz |

## Critérios
Os filmes foram escolhidos de acordo com os seguintes critérios:
- Duração do filme: O filme deve ser em formato narrativo, normalmente com mais de 60 minutos de duração.
- Filme estadunidense: O filme deve estar no idioma inglês com elementos de produção criativos e/ou financeiros significativos dos Estados Unidos. (Certos filmes, notadamente "A Ponte do Rio Kwai", "2001: A Space Odyssey" e "Lawrence da Arábia", são de origem britânica, mas foram financiados e distribuídos por estúdios estadunidenses).
- Reconhecimento crítico: O filme deve ter sido elogiado formalmente em impressões.
- Vencedor do prêmio principal: O filme deve ter sido reconhecido em eventos competitivos, incluindo prêmios de organizações da comunidade cinematográfica e dos principais festivais de cinema.
- Popularidade ao longo do tempo: O filme deve ter tido bons números de bilheteria ajustados pela inflação, além de ter sido televisionado, distribuído, vendido e alugado domesticamente.
- Significado histórico: O filme dever ter marcado ou impactado na história do cinema através da inovação técnica, dispositivos narrativos visionários ou outras conquistas inovadoras.
- Impacto cultural: O filme deve ter impactado a sociedade estadunidense em assuntos de estilo e substância.